# GOLD TOUR 2014
『GOLD TOUR 2014』(ゴールド・ツアー・2014)は玉置浩二のライブ・ビデオ

## 解説
2014年5月23日に行われた『GOLD TOUR 2014』の千葉県森のホール21にて行われた公演の様子と、1994年7月20日にグランドプリンスホテル新高輪「飛天」にて行われた一夜限りのプレミアム・ライブでの様子の2つのライブ模様が収録された内容となっている。
『GOLD TOUR 2014』は玉置の13thアルバム『GOLD』の名を冠したツアーではあるものの、『GOLD』の収録曲だけに留まらず、1989年の2ndシングル「キ・ツ・イ」や4thシングル「I'm Dandy」、1996年の11thシングル「田園」から2013年に亀梨和也とコラボし、堀田家BAND名義でリリースしたシングル「サヨナラ☆ありがとう」等のアルバム、シングル問わず新旧のソロ楽曲を織り交ぜた楽曲で構成された他、自身が提供した楽曲のセルフカバーを披露したりなどのこれまでの玉置のソロ活動を凝縮した内容となっている。
また、今回のツアーには桑名正博の息子美勇士がギターとして参加しており、桑名の楽曲を共にコラボして披露された。

## 収録曲

### Disc.1 (GOLD TOUR 2014)
1. CAFE JAPAN
2. I'm Dandy
3. キ・ツ・イ
4. サヨナラ☆ありがとう (セクシャルバイオレットNo.1)
5. カリント工場の煙突の上に
6. プレゼント
7. 大切なコト
8. 嘲笑
9. I Love You
10. いつの日も
11. それ以外に何がある
12. サーチライト
13. MR.LONELY
14. 太陽さん
15. Honeybee
16. JUNK LAND
17. 愛なんだ
18. 田園
19. 屋根の下のSmile
20. GOLD

特典映像
1. メロディー

### Disc.2 (1994年 玉置浩二SPECIAL LOVE～昨日から明日まで～)
- ※1はイメージ映像、※2は弾き語り

1. あこがれ (instrumental) ※1
2. ロマン
3. 終わらない夏
4. インタビュー 〜 カリント工場の煙突の上に※2
5. 僕は泣いてる
6. 大切な時間
7. インタビュー 〜 花咲く土手に※2
8. 花咲く土手に
9. 青い"なす"畑
10. あの頃へ
11. インタビュー 〜 ともだち※2
12. 元気な町 <STREET LIVE>
13. 元気な町
14. 恋の予感
15. ワインレッドの心
16. インタビュー 〜 星になりたい※2
17. 碧い瞳のエリス
18. Friend
19. Sacred Love
20. インタビュー
21. LOVE SONG※1
22. 愛の讃歌
23. コール
24. 悲しみにさよなら